# Delphyre rhodocrypta
Delphyre rhodocrypta är en fjärilsart som beskrevs av Druce 1905. Delphyre rhodocrypta ingår i släktet Delphyre och familjen björnspinnare. Inga underarter finns listade i Catalogue of Life.